# KWallet

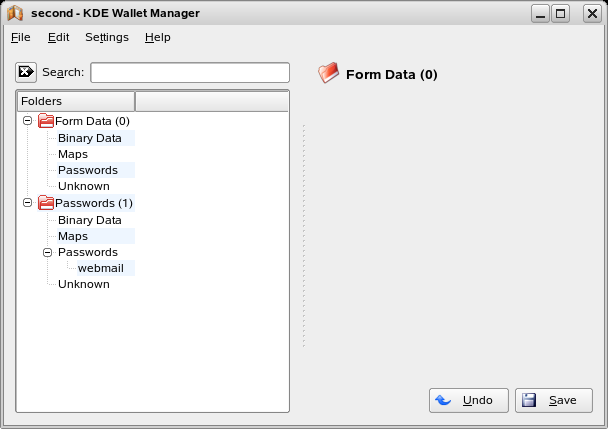

KWallet (KDE Wallet) è un software per la gestione delle password per Linux di KDE. Esso fornisce un modo centralizzato per gli utenti per memorizzare le password in file criptati sensibili e chiamato "portafogli". Per aumentare la sicurezza, ogni portafoglio può essere utilizzato per memorizzare un diverso tipo di credenziali, ognuno con la propria password.